# Russula fellea
Russula fellea é um fungo que pertence ao gênero de cogumelos Russula na ordem Russulales. A espécie foi descrita primeiro pelo micologista Elias Magnus Fries em 1821 como Agaricus felleus, e depois movida pelo mesmo autor para os Russula em 1838.